# Movementu di Pueblo Boneriano
Movementu di Pueblo Boneriano of Bonairiaanse Volksbeweging (MPB) is een politieke partij in Bonaire, een bijzondere gemeente van Nederland. Sedert 2015 is zij de grootste partij op het Caribische eiland.
De partij werd door Elvis Tjin Asjoe en Hennyson Thielman opgericht in 2013 en heeft een sociaalchristelijke grondslag met een liberale kijk op ontwikkeling. Sedert 2013 is Elvis Tjin Asjoe partijleider. Bij haar eerste stembusgang in 2015 behaalde de MPB 3 zetels in de eilandsraad en werd met een nipte meerderheid van stemmen de grootste partij in Bonaire. Toen de partij voor de formatie van het bestuurscollege niet tot een akkoord kon komen met de Partido Democratiko Boneriano (PDB) belandde zij in de oppositie. Na de val van de coalitie, de eerste in een reeks van vier na de verkiezingen van 2015, ging de MPB in 2016 met de Union Patriotiko Boneriano (UPB) meebesturen met Tjin Asjoe als eilandgedeputeerde. Door versplintering hierna van de partijen UPB en PDB viel eerst de MPB-UPB coalitie en de twee daaropvolgende MPB-coalities met onafhankelijke raadsleden.
Bij de eilandsraadsverkiezingen van 2019 behaalde de partij 40% van de stemmen, wat 4 zetels opleverde. In de MPB-UPB bestuurscoalitie leverde de MPB twee gedeputeerden, Elvis Tjin Asjoe en Nina den Heyer. Nadat Daisy Coffie als fractieleider werd vervangen door Renata Domacassé, stapte zij per 30 september 2020 uit de partij met meenemen van haar raadzetel. De MPB-raadsleden Edison Ellis en Joselito Statia bleven zitten. Kort daarna trok Elvis Tjin Asjoe zich om persoonlijke redenen tijdelijk terug als gedeputeerde en werd opgevolgd door Hennyson Thielman. Dit leidde tot verdere verschuivingen binnen de partij waarbij raadsleden Renata Domacassé en Joselito Statia vervangen werden door Elvis Tjin Asjoe en Edwin (Din) Domacassé. In aanloop naar de verkiezingen van maart 2023 volgde Thielman Tjin Asjoe op als lijsttrekker en partijleider.